# Bonnievale
Bonnievale est une ville de la municipalité de Langeberg dans la province du Cap-Occidental en Afrique du Sud.
Elle a été fondée en 1922, et sa population était de 9 092 habitants en 2011.
Elle doit son nom à la ligne de chemin de fer qui s'appelait Bonnie Vale.

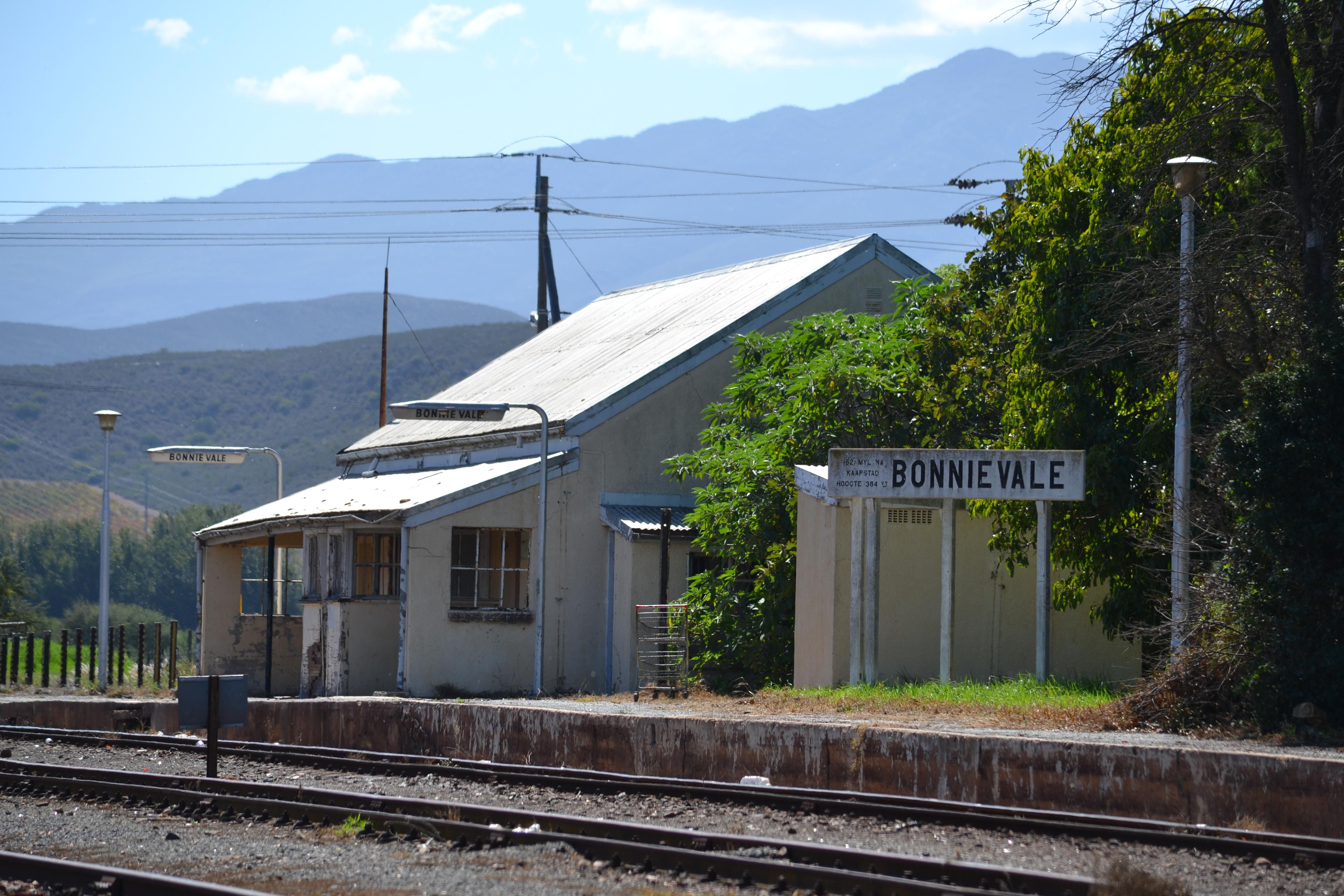
Ancienne gare de Bonnievale

## Personnalités locales
- Breyten Breytenbach (1939-2024), peintre et écrivain sud-africain et français, né à Bonnievale